# Alta Garrotxa - Massís de les Salines
Alta Garrotxa - Massís de les Salines este o arie protejată (arie specială de conservare — SAC, sit de importanță comunitară — SCI, arie de protecție specială avifaunistică — SPA) din Spania întinsă pe o suprafață de 38.181,29 ha, integral pe uscat.

## Localizare
Centrul sitului Alta Garrotxa - Massís de les Salines este situat la coordonatele 42°18′23″N 2°35′44″E / 42.3065°N 2.5956°E.

## Înființare
Situl Alta Garrotxa - Massís de les Salines a fost declarat sit de importanță comunitară în noiembrie 1996 pentru a proteja 69 de specii de animale. Alte tipuri de protecție:
- arie de protecție specială avifaunistică (în martie 2005)[2]
- arie specială de conservare (în noiembrie 2014)[1][3][4]

## Biodiversitate
Situată în ecoregiunea mediteraneană, aria protejată conține 35 de habitate naturale: Pajiști uscate europene, Păduri iberice de Quercus faginea și Quercus canariensis, Păduri de Castanea sativa, Peșteri inaccesibile publicului, Păduri pe pante, grohotișuri și ravene de Tilio-Acerion, Formațiuni stabile xerotermofile de Buxus sempervirens pe pante stâncoase (Berberidion p.p.), Lande oro-mediteraneene cu formațiuni endemice de grozamă, Liziere de ierburi înalte hidrofile de câmpie și de nivel montan până la alpin, Păduri de stejar sau de stejar și carpen sub-atlantice și medio-europene de Carpinion betuli, Pajiști uscate seminaturale și facies de acoperire cu tufișuri pe substraturi calcaroase (Festuco-Brometalia) (* situri importante pentru orhidee), Izvoare petrifiante cu formare de travertin (Cratoneurion), Păduri de Quercus ilex și Quercus rotundifolia, Râuri cu maluri nămoloase cu vegetație de Chenopodion rubri p.p. și Bidention p.p., Formațiuni de Juniperus communis pe lande sau pajiști calcaroase, Păduri de fag Asperulo-Fagetum, Păduri aluvionare cu Alnus glutinosa și Fraxinus excelsior (Alno-Padion, Alnion incanae, Salicion albae), Râuri de munte și vegetația lor lemnoasă cu Salix elaeagnos, Păduri de Quercus suber, Fânețe de joasă altitudine (Alopecurus pratensis, Sanguisorba officinalis), Ape stătătoare oligotrofe până la mezotrofe, cu vegetație de Littorelletea uniflorae și/sau de Isoëto-Nanojuncetea, Pante stâncoase calcaroase cu vegetație casmofită, Pajiști cu Molinia pe soluri calcaroase, turboase sau argilos-nămoloase (Molinion caeruleae), Matorral arborescenți cu Juniperus spp., Păduri mediteraneene de Taxus baccata, Păduri de pin mediteraneene cu pini mezogeni endemici, Râuri mediteraneene cu debit permanent și vegetație de Glaucium flavum, Păduri de pin (sub-) mediteraneene cu pini negri endemici, Păduri de fag din Europa Centrală dezvoltate pe sol calcaros cu Cephalanthero-Fagion, Păduri de fag acidofile atlantice, cu subarboret de Ilex și, uneori, de asemenea, Taxus, la nivelul arbuștilor (Quercion robori-petraeae sau Ilici-Fagenion), Pajiști umede mediteraneene cu ierburi înalte de Molinio-Holoschoenion, Cursuri de apă de la nivel de câmpie la nivel montan, cu vegetație Ranunculion fluitantis și Callitricho-Batrachion, Ape puternic oligomezotrofe cu vegetație bentonică cu Chara spp., Pajiști carstice calcaroase sau bazofile, de Alysso-Sedion albi, Pante stâncoase silicioase cu vegetație casmofită, Grohotișuri termofile și vest-mediteraneene.
La baza desemnării sitului se află mai multe specii protejate:
- păsări (44): uliu porumbar (Accipiter gentilis gentilis), fluierar de munte (Actitis hypoleucos), pescăruș albastru (Alcedo atthis), rață mare (Anas platyrhynchos), fâsă-de-câmp (Anthus campestris), acvilă de munte (Aquila chrysaetos), buha (Bubo bubo), șorecarul comun (Buteo buteo), caprimulg (Caprimulgus europaeus), Certhia brachydactyla, mierla de apă (Cinclus cinclus), șerpar (Circaetus gallicus), erete vânăt (Circus cyaneus), porumbel gulerat (Columba palumbus), prepeliță (Coturnix coturnix), ciocănitoare neagră (Dryocopus martius), șoim călător (Falco peregrinus), șoimul rândunelelor (Falco subbuteo), vânturel roșu (Falco tinnunculus), cinteză (Fringilla coelebs), ciocârlan (Galerida cristata), zăgan (Gypaetus barbatus), vulturul pleșuv sur (Gyps fulvus), acvilă pitică (Hieraaetus pennatus), capîntortură (Jynx torquilla), sfrâncioc roșiatic (Lanius collurio), Larus michahellis, forfecuță gălbuie (Loxia curvirostra), ciocârlie de pădure (Lullula arborea), prigoare (Merops apiaster), gaia roșie (Milvus milvus), muscar sur (Muscicapa striata), vultur egiptean (Neophron percnopterus), ciuf-pitic (Otus scops), pițigoi de brădet (Periparus ater), viespar (Pernis apivorus), Pyrrhocorax pyrrhocorax, mărăcinar negru (Saxicola torquatus), sitar de pădure (Scolopax rusticola), turturică (Streptopelia turtur), silvie roșcată (Sylvia cantillans), silvie de tufiș (Sylvia undata), pănțărușul (Troglodytes troglodytes), pupăză (Upupa epops)
- mamifere (12): liliac cârn (Barbastella barbastellus), lupul (Canis lupus), vidră de râu (Lutra lutra), liliac cu aripi lungi (Miniopterus schreibersii), liliac cu urechi mari (Myotis bechsteinii), liliac cu urechi de șoarece (Myotis blythii), liliac cu picioare lungi (Myotis capaccinii), liliac cărămiziu (Myotis emarginatus), liliac comun (Myotis myotis), liliacul mediteranean cu potcoavă (Rhinolophus euryale), liliacul mare cu potcoavă (Rhinolophus ferrumequinum), liliacul mic cu potcoavă (Rhinolophus hipposideros)
- nevertebrate (10): Austropotamobius pallipes, croitorul mare al stejarului (Cerambyx cerdo), Coenagrion mercuriale, fluturele de noapte (Eriogaster catax), fluturele auriu (Euphydryas aurinia), Euplagia quadripunctaria, Graellsia isabellae, rădașcă (Lucanus cervus), Oxygastra curtisii, Rosalia alpina
- pești (1): Barbus meridionalis
- reptile (2): Mauremys leprosa, țestoasă bănățeană (Testudo hermanni)

Pe lângă speciile protejate, pe teritoriul sitului au mai fost identificate 8 specii de amfibieni, 16 specii de mamifere, 4 specii de reptile.